# Старо-Ачхойское сельское поселение
Старо-Ачхойское се́льское поселе́ние — муниципальное образование в Ачхой-Мартановском районе Чечни Российской Федерации.
Административный центр — село Старый Ачхой.

## История
Статус и границы сельского поселения установлены Законом Чеченской Республики от 14 июля 2008 года № 40-РЗ «Об образовании муниципального образования Ачхой-Мартановский район и муниципальных образований, входящих в его состав, установлении их границ и наделении их соответствующим статусом муниципального района и сельского поселения».
1 января 2020 года часть ненаселённой территории Старо-Ачхойского сельского поселения передаётся в Урус-Мартановский и Шатойский районы.

## Население
| 2010 | 2012 | 2013 | 2014 | 2015 | 2016 | 2017 |
| ---- | ---- | ---- | ---- | ---- | ---- | ---- |
| 940  | ↗946 | ↘932 | ↘914 | ↘897 | ↘875 | ↘862 |
| 2018 | 2019 | 2020 | 2021 | 2023 | 2024 |      |
| →862 | ↗870 | ↘868 | ↗895 | ↘891 | ↘887 |      |

## Состав сельского поселения
| № | Населённый пункт | Тип населённого пункта | Население |
| - | ---------------- | ---------------------- | --------- |
| 1 | Старый Ачхой     | село                   | ↘887      |